# Przewalskisteinhuhn

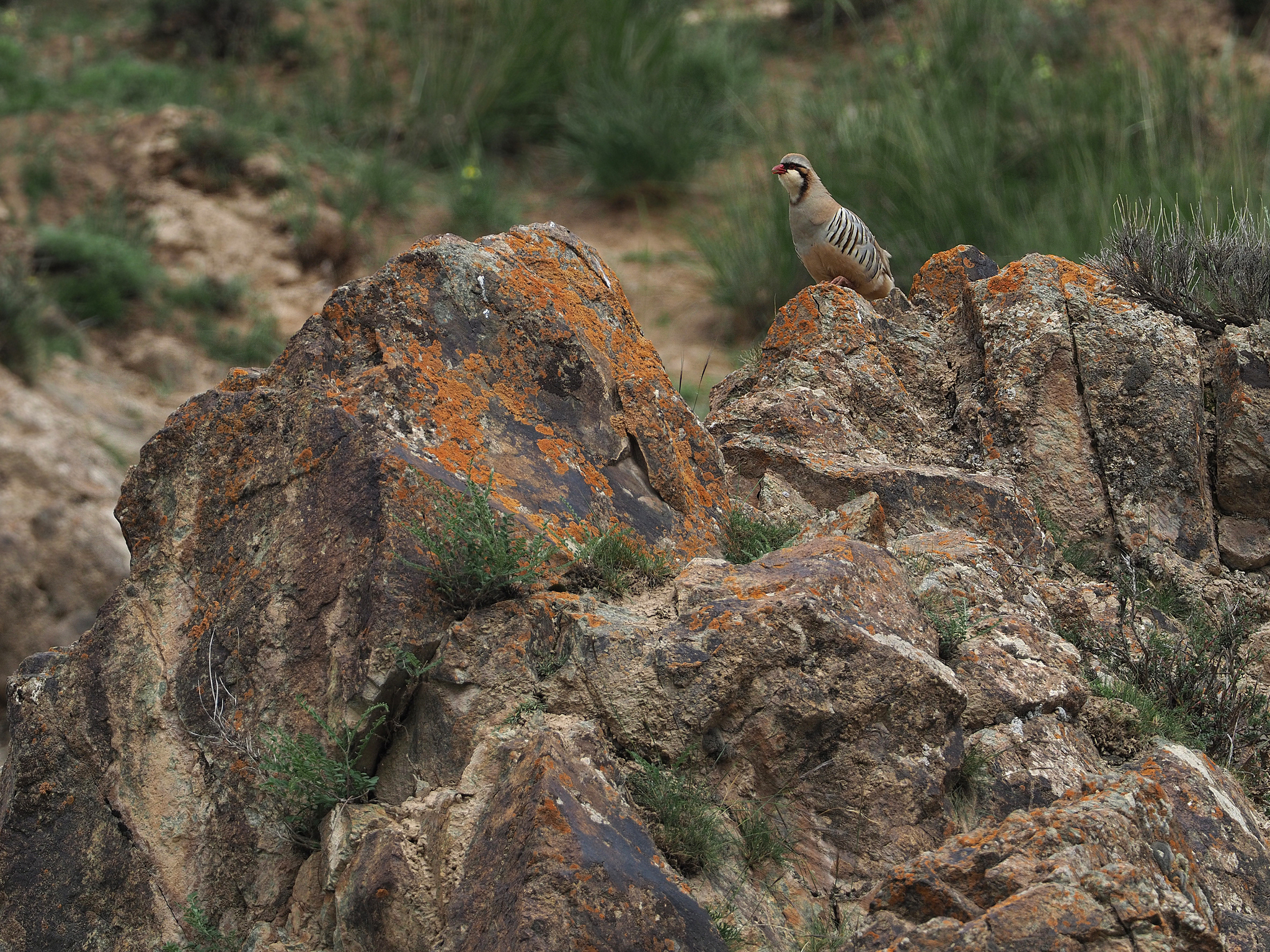
Przewalskisteinhuhn in China

Przewalskisteinhuhn (Alectoris magna) oder Przewalskis Steinhuhn ist eine Vogelart aus der Familie der Fasanenartigen (Phasianidae), die zur Ordnung der Hühnervögel (Galliformes) gehört.

## Beschreibung
In seinem Erscheinungsbild gleicht Przewalskisteinhuhn weitgehend dem Chukarhuhn. Es unterscheidet sich von ihm durch einen schwarzen Streifen, der von der Schnabelbasis über die Augen verläuft sowie durch fehlenden schwarzen Kinnfleck. Aufgrund der Ähnlichkeit mit dem Chukarhuhn wurde es lange Zeit sogar als eine Unterart davon angesehen. 

## Verbreitung und Lebensraum
Przewalskisteinhuhn ist in China beheimatet. Es kommt dort in Berglagen zwischen 2400 und 2700 Metern vor. Es bewohnt bevorzugt Steilhänge, die mit Gras und niedrigem Buschwerk besiedelt sind.